# Association générale des agents des PTT
L’Association générale des agents des PTT a été, entre 1900 et 1918, la structure qui, en l'absence de reconnaissance du fait syndical, permettait aux agents fonctionnaires des Postes et télégraphes d'exprimer leur "doléances"  et de participer aux diverses commissions paritaires mises en place par l'administration.

## La création
L’A.G. des agents des PTT, nom abrégé sous lequel les intéressés la désignaient, est créée le 14 novembre 1900. Face à l'opposition de principe des gouvernements de la Troisième République envers toute affiliation syndicale des fonctionnaires, les postiers se rallièrent aux conseils du ministre du Commerce, de l'Industrie, des Postes et des télégraphes, en place depuis juin 1899, Alexandre Millerand: ils créèrent des Associations professionnelles relevant du Droit d'Associations dont la loi est votée en juillet 1901. Cette naissance eut l'approbation d'un ministre tenté par les réformes et désireux de faire participer les agents de l'État placés sous son autorité à des instances de participation et de concertation: comité médical, commissions d'avancement, conseils de discipline. Pour les postiers tenant du syndicalisme l'Association générale était un pis-aller, mais la majorité des agents était de toute façon plus réceptive aux thèmes du dialogue et des réformes qu'aux idées véhiculées par les syndicalistes révolutionnaires. L'A.G. des agents regroupait les catégories du personnel des Postes et télégraphes qu'on pourrait, anachroniquement appeler les "cols blancs": les "commis", les dames employées. Parallèlement, une Association générale des sous-agents (les facteurs, essentiellement) se mettait en place. 

## L'évolution
Malgré des scissions de toutes sortes, les dames-employées et les ambulants  créant  durant quelques années des Associations  spécifiques, l'Association générale prit progressivement une place prépondérante, car ses représentants acquirent de fait le rôle de défenseurs des revendications collectives. Le recrutement massif de jeunes "surnuméraires", qui après 12 ou 18 mois étaient titularisés sous le grade de "commis", au cours des premières années du XXe siècle, la nature de leur travail, souvent répétitif, dans les activités d'un secteur tertiaire engendrant des établissements semblables aux usines, la modicité des traitements de début de carrière, tous ces phénomènes se cumulant donnèrent aux dirigeants de l'Association générale des motifs d'intervention auprès des responsables administratifs. La reconnaissance de l'A.G. par le ministre ou le sous-secrétaire d'État offrait à celle-ci une légitimité incontestable. En 1907, les trois dirigeants nationaux de l'Association générale des agents des PTT étaient pourtant durement sanctionnés pour avoir revendiqué ouvertement le droit syndical pour les fonctionnaires. Lors des Grèves des PTT de 1909, bien que n'en ayant pas le nom, l'Association générale tint lieu d'organisation syndicale.

## La vie de l'Association générale
Le siège de l'A.G. était situé à Paris 6e, 26 rue Serpente. Elle était organisée départementalement et en mai 1903 couvrait 80 départements. De 1 300 adhérents en janvier 1901, elle passait à 12 400 en 1902, atteignait 16 000 adhérents en 1903. Les divisions déjà évoquées la faisait réduire à 12 500 membres en 1905. Un congrès annuel élit une direction d'où émergent quelques figures que les grèves de 1909 vont mettre en avant: Frédéric Subra, Paul Amalric, Charles Le Gléo, Charles Vallet et de nombreux autres leaders. Dans de nombreux départements, dans les grands établissements postaux et télégraphiques parisiens, l'Association générale des agents recrute des jeunes fonctionnaires que leur niveau d'études prédisposent à la formulation des revendications, par la parole dans les réunions ou par l'écrit dans la presse. Pourtant l'A.G. elle-même ne publie qu'un Bulletin officiel de l'Association générale, mensuel et austère. À la veille de la guerre, en 1914, l'Association générale occupait une position hégémonique : forte (selon ses chiffres) de 22 700 membres, elle avait recueilli 95 %  des suffrages du personnel de cette "catégorie" administrative  lors d'élections professionnelles en 1911   

## La revendication du droit syndical
- Tout au long de son existence, l'A.G. des agents est animée de vifs débats. Outre les revendications catégorielles, le sujet récurrent des Congrès, à partir de 1905, est celui du syndicalisme des fonctionnaires. En 1907, la direction de l'Association générale des agents, de concert avec le syndicat (illégal) des facteurs, s'associe à deux autres dirigeants issus de l'Enseignement et du service public de l'Eclairage pour faire paraître une "Lettre ouverte" au chef du gouvernement, Georges Clemenceau. Cette lettre rappelle les promesses faites par celui-ci quand il était dans l'opposition: accorder le droit syndical aux fonctionnaires. En réponse, les trois dirigeants de l'A.G. sont sanctionnés de révocation.
- Le processus de transformation de l'Association générale des agents des PTT et syndicat professionnel, arrêté avant 1914 par les sanctions puis par l'intégration dans des structures de participation (comités et commissions) aboutit cependant dès la fin du premier conflit mondial. Le 31 décembre 1918, l'A.G. des agents des PTT cédait la place à un Syndicat national des agents des PTT de France et des colonies. Celui-ci adhérait en 1919 à la Fédération postale CGT

## Sources
- Georges Frischmann: Histoire de la fédération Cgt des PTT, les éditions sociales, Paris, 1967.
- Christian Henrisey: Postiers en grèves 1906-1909, Comité entraide PTT Sud-Est, Paris, 1995.
- Madeleine Rebérioux: La République radicale ? 1898-1914, nouvelle histoire de la France contemporaine, tome 11, Point-Le seuil, 1975.
- Jeanne Siwek-Pouydesseau, Le syndicalisme des fonctionnaires : jusqu'à la guerre froide, 1848-1948 (Histoire politique), Villeneuve-d'Ascq, Presses universitaires du Septentrion, 1989, couv. ill. en coul., 342, 24 cm (ISBN 2-85939-342-0 et 9782859393427, OCLC 300634422, BNF 35026178, SUDOC 00147491X, présentation en ligne)